# Sai Setthathirath II.
Sai Setthathirath II. oder Xetthathirat (Geburtsname: Sai Ong Hue oder Xai Ong Ve, voller Thronname Somdet Brhat Chao Maha Sri Jaya Setha Adiraja Dharmikaraja Chandrapuri Sri Sadhana Kanayudhi; * 1685 in Huế, Annam; † 1730 in Vientiane) war zwischen 1698 und 1706 König des laotischen Königreiches von Lan Xang. Nach dessen Spaltung in drei Teilreiche erhielt er den Thron im Königreich Vientiane.

## Leben
Sai Ong Hue war der älteste Sohn von Prinz Som Phu, dem Bruder von König Sulinyavongsa von Lan Xang (reg. 1638–1690). Dieser hatte, um eine mögliche Rivalität auszuschließen, Som Phu ins Exil nach Annam (Vietnam) geschickt, sodass Prinz Sai Ong Hue am vietnamesischen Hof in Huế aufwuchs. Sein überlieferter Name bezieht sich auf diese Stadt. Von den Vietnamesen wurde er an die Spitze einer Armee von 9000 Mann gestellt, die ihn als neuen König von Lan Xang einsetzen sollte, allerdings unter der Suzeränität von Annam. Sai Ong Hue ging ein Bündnis mit dem Fürsten der Phuan in Xieng Khouang ein, dessen Land er als Ausgangspunkt seines Feldzugs nutzen konnte. 1698 erreichte Sai Ong Hue sein Ziel, eroberte die Hauptstadt Vientiane, wo er später zum neuen König ausgerufen wurde, und tötete den zwischenzeitlich auf den Thron gekommenen Usurpator Nantharat. 
Er nahm den Namen Sai Setthathirath an, eine Bezugnahme auf den bedeutenden König gleichen Namens im 16. Jahrhundert. Da er eine historisch viel weniger bedeutende Rolle spielte als dieser, hat sich dieser Name aber anscheinend nicht recht durchgesetzt, sodass viele Quellen ihn auch noch während seiner Zeit als König als Chao Sai Ong Hue bezeichnen. Die Enkel Sulinyavongsas, Kingkitsarat und Inthasom, die eigentlich als Thronfolger in Betracht gekommen wären, flohen nach Sipsong Panna, um nicht auch ermordet zu werden. Wenngleich die enge Verbindung zu Vietnam ihn bei großen Teilen des laotischen Adels unbeliebt, wenn nicht verhasst machte, verlieh sie ihm eine Macht, sich dauerhaft auf dem Thron zu halten. Im Jahr 1705 ließ Sai Setthathirath die Buddhastatue Phra Bang und den Smaragd-Buddha von Luang Prabang nach Vientiane bringen, damit sich nach dem politischen auch das spirituelle Zentrum des Reiches hierhin verlagerte. Damit zog er den Zorn der dortigen Bevölkerung auf sich.
Im Jahr 1706 kehrte Prinz Kingkitsarat mit einer Streitmacht, die ihm der Herrscher von Sipsong Panna zur Verfügung gestellt hatte, nach Luang Prabang zurück und nahm die Stadt ein. Sai Setthathiraths Halbbruder Chao Nong, den jener als Vizekönig (Uparat) in Luang Prabang eingesetzt hatte, floh. Anschließend rückte Kingkitsarat weiter gegen Vientiane vor, mit der Absicht, den Thron zu erobern, der ihm seiner Meinung nach zustand. Er belagerte die Hauptstadt, konnte sie jedoch nicht einnehmen. In dieser Situation sandte Sai Setthathirath um Hilfe des siamesischen Königs von Ayutthaya. Nach laotischen Aufzeichnungen soll es Phetracha gewesen sein, was jedoch unplausibel erscheint, da gemäß der thailändischen Geschichtsschreibung bereits ab 1703 Phrachao Suea auf dem Thron war. Entweder der Name oder die Jahreszahl muss also falsch sein. Der siamesische König sandte jedenfalls selbst eine große Armee nach Vientiane und drängte beide Seiten zu einer Teilung Lan Xangs in zwei neue Königreiche: Vientiane und Luang Phrabang. So wurde der einst mächtige nordöstliche Nachbar und Rivale Siams dauerhaft seiner Bedeutung beraubt. Sai Setthathirath konnte sich die Oberherrschaft über das Fürstentum der Phuan in Xieng Khouang und über Nakhon Phanom erhalten, musste im Jahr 1713 aber hinnehmen, dass mit Champasak im Süden noch ein drittes Königreich aus dem untergegangenen Lan Xang hervorging.
Sai Setthathirath war mit einer Tochter aus dem Trinh-Clan in Hue verheiratet. Er starb 1730 in seinem Palast in Vientiane und hinterließ drei Söhne und eine Tochter:
1. Prinz (Sadet Chaofa Anga) Lankaya (Ong Long), der 1730 als König von Vientiane auf den Thron folgte und bis 1767 regierte
2. Prinz (Sadet Chaofa Anga) Bunya (Ong Bun), der als Bunsan König von Vientiane wurde (reg. 1767 bis 1779 und 1780 bis 1781)
3. Prinz (Sadet Chaofa Jaya), der 1730 zum Upayuvaraj (Vizekönig) ernannt wurde
4. eine Tochter, die 1699 mit dem Maha Uparat von Ayutthaya, Phrachao Sarasak (einem Sohn von König Phetracha), verheiratet wurde